# Camponotus micans
Camponotus micans é uma espécie de inseto do gênero Camponotus, pertencente à família Formicidae.